# Cinthia Kusuma Rani
Cinthia Kusuma Rani (sinh năm 1996) là một người mẫu và nữ hoàng sắc đẹp đến từ Indonesia.

## Cuộc thi sắc đẹp
Rani được trao vương miện Hoa hậu Trái Đất Indonesia 2019 vào ngày 24 tháng 8. Cô đã vượt qua 29 thí sinh khác và giành chiến thắng.
Sau đó, cô đến Philippines tham gia cuộc thi Hoa hậu Trái Đất 2019 nhưng không đạt giải.

## Gallery

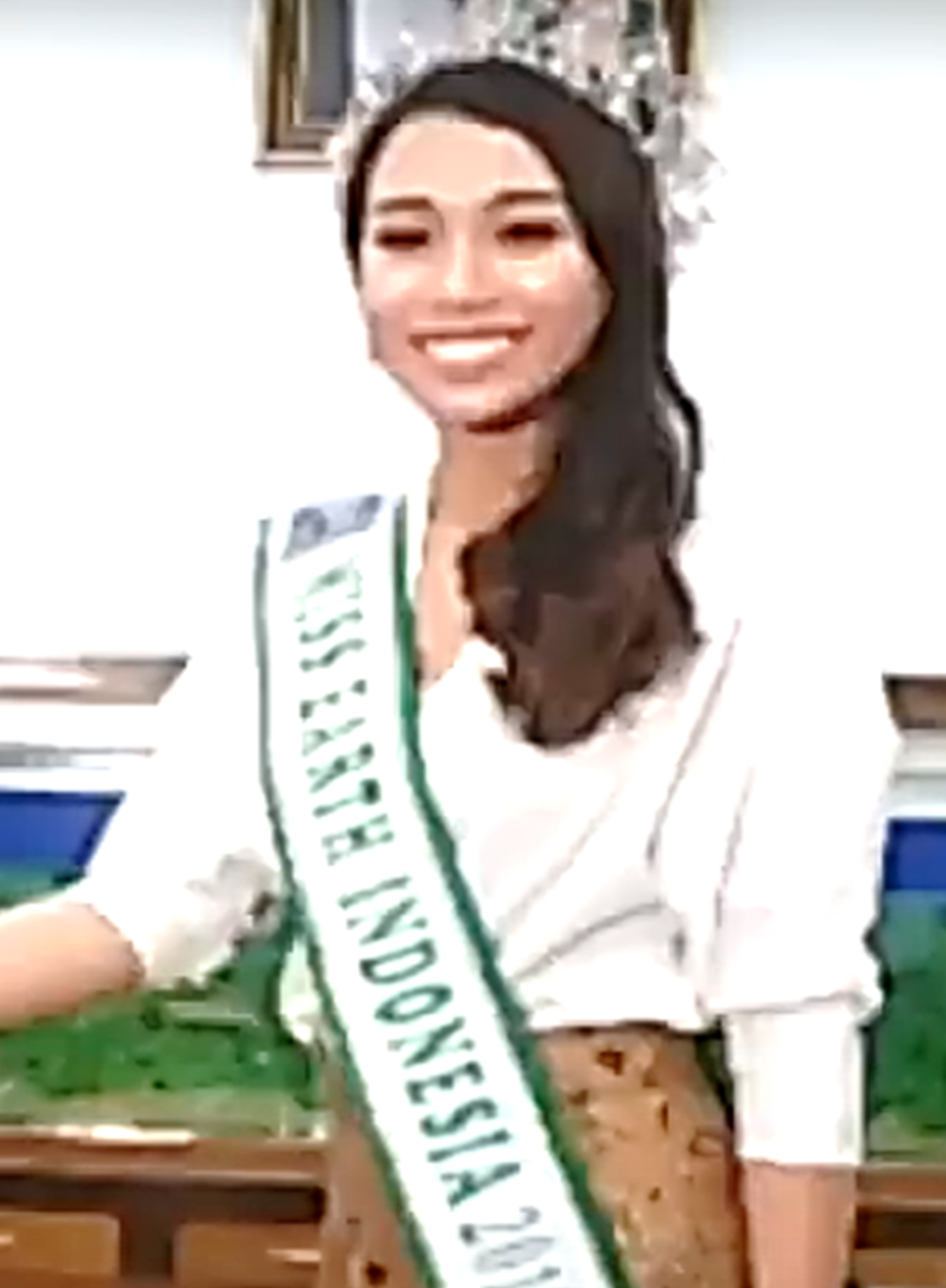
Rani visiting Governor Office of West Kalimantan in Ketapang.